# Liga dos Campeões da CAF de 2015 – Fase de Grupos
A Fase de Grupos da Liga dos Campeões da CAF de 2015 foi disputada entre 26 de junho até 12 de setembro de 2015. Um total de oito equipes participaram desta fase. Os dois primeiros classificados de cada grupo avançaram a fase final.

## Sorteio
O sorteio para esta fase foi realizado em 5 de maio de 2015. Os oito vencedores da fase de qualificação foram postos em dois grupos com quatro equipes cada.

## Grupos

### Grupo A
| Pos. | Equipe          | Pts | J | V | E | D | GP | GC | SG |
| ---- | --------------- | --- | - | - | - | - | -- | -- | -- |
| 1    | TP Mazembe      | 11  | 6 | 3 | 2 | 1 | 8  | 1  | +7 |
| 2    | Al-Hilal        | 9   | 6 | 2 | 3 | 1 | 5  | 3  | +2 |
| 3    | Moghreb Tétouan | 8   | 6 | 2 | 2 | 2 | 6  | 10 | –4 |
| 4    | Smouha          | 3   | 6 | 1 | 1 | 4 | 5  | 10 | –5 |

| 28 de junho   | TP Mazembe | 0 – 0     | Al-Hilal | Stade TP Mazembe, Lubumbashi |
| 15:30 (UTC+2) |            | Relatório |          | Árbitro: RSA Victor Gomes    |

| 28 de junho   | Smouha                    | 3 – 2     | Moghreb Tétouan      | Estádio de Alexandria, Alexandria |
| 21:15 (UTC+2) | Amin 66' · Kouao 78', 79' | Relatório | Fall 6' · Jahouh 12' | Árbitro: TUN Youssef Essrayri     |

| 12 de julho   | Al-Hilal                   | 2 – 0     | Smouha | Estádio Al-Hilal, Ondurmã   |
| 22:00 (UTC+3) | El Shigail 52' · Hamid 81' | Relatório |        | Árbitro: MAR Rédouane Jiyed |

| 12 de julho   | Moghreb Tétouan | 0 – 0     | TP Mazembe | Stade Saniat Rmel, Tetuão   |
| 22:00 (UTC+0) |                 | Relatório |            | Árbitro: GHA Joseph Lamptey |

| 24 de julho   | Smouha | 0 – 2     | TP Mazembe             | Estádio de Alexandria, Alexandria |
| 19:30 (UTC+2) |        | Relatório | Kalaba 40' · Adjei 82' | Árbitro: MRT Ali Lemghaifry       |

| 26 de julho   | Moghreb Tétouan | 1 – 1     | Al-Hilal       | Stade Saniat Rmel, Tetuão      |
| 21:30 (UTC+1) | Khadrouf 70'    | Relatório | Andrezinho 77' | Árbitro: ALG Mehdi Abid Charef |

| 7 de agosto   | Al-Hilal | 0 – 1     | Moghreb Tétouan  | Estádio Al-Hilal, Ondurmã |
| 21:15 (UTC+3) |          | Relatório | Jahouh 24' (pen) | Árbitro: CMR Néant Alioum |

| 8 de agosto   | TP Mazembe | 1 – 0     | Smouha | Stade TP Mazembe, Lubumbashi |
| 15:30 (UTC+2) | Assalé 53' | Relatório |        | Árbitro: BFA Juste Zio       |

| 23 de agosto  | Al-Hilal    | 1 – 0     | TP Mazembe | Estádio Al-Hilal, Ondurmã     |
| 20:00 (UTC+3) | El Tahir 7' | Relatório |            | Árbitro: TUN Youssef Essrayri |

| 23 de agosto  | Moghreb Tétouan               | 2 – 1     | Smouha         | Stade Saniat Rmel, Tetuão   |
| 20:30 (UTC+1) | Tato 13' · Khadrouf 75' (pen) | Relatório | Al Mounofi 77' | Árbitro: GAM Bakary Gassama |

| 12 de setembro | TP Mazembe                                      | 5 – 0     | Moghreb Tétouan | Stade TP Mazembe, Lubumbashi |
| 15:30 (UTC+2)  | Samatta 12', 53', 90' · Kalaba 32' · Assalé 88' | Relatório |                 | Árbitro: ZAM Janny Sikazwe   |

| 12 de setembro | Smouha         | 1 – 1     | Al-Hilal       | Estádio de Alexandria, Alexandria |
| 15:30 (UTC+2)  | Al Mounofi 21' | Relatório | El Shigail 73' | Árbitro: RSA Daniel Bennett       |

### Grupo B
| Pos. | Equipe      | Pts | J | V | E | D | GP | GC | SG |
| ---- | ----------- | --- | - | - | - | - | -- | -- | -- |
| 1    | USM Alger   | 15  | 6 | 5 | 0 | 1 | 9  | 3  | +6 |
| 2    | Al-Merrikh  | 13  | 6 | 4 | 1 | 1 | 9  | 4  | +5 |
| 3    | ES Sétif    | 5   | 6 | 1 | 2 | 3 | 5  | 10 | –5 |
| 4    | MC El-Eulma | 1   | 6 | 0 | 1 | 5 | 5  | 11 | –6 |

| 26 de junho   | Al-Merrikh                | 2 – 0     | MC El-Eulma | Estádio Al-Merrikh, Ondurmã |
| 22:00 (UTC+3) | Namane 7' · Al-Madina 56' | Relatório |             | Árbitro: ZAM Janny Sikazwe  |

| 27 de junho   | ES Sétif    | 1 – 2     | USM Alger                 | Stade 8 Mai 1945, Setif     |
| 22:30 (UTC+1) | Korbiaa 84' | Relatório | Seguer 59' · Khoualed 82' | Árbitro: GAM Bakary Gassama |

| 10 de julho   | USM Alger   | 1 – 0     | Al-Merrikh | Stade Omar Hamadi, Argel     |
| 22:30 (UTC+1) | Belaïli 53' | Relatório |            | Árbitro: MLI Mahamadou Keita |

| 11 de junho   | MC El-Eulma | 0 – 1     | ES Sétif    | Stade Messaoud Zougar, El Eulma |
| 22:30 (UTC+1) |             | Relatório | Ziaya 90+3' | Árbitro: EGY Gehad Grisha       |

| 24 de julho   | USM Alger                   | 2 – 1     | MC El-Eulma | Stade Omar Hamadi, Argel     |
| 20:30 (UTC+1) | Beldjilali 16' · Seguer 22' | Relatório | Korichi 40' | Árbitro: SEY Bernard Camille |

| 25 de julho   | ES Sétif  | 1 – 1     | Al-Merrikh  | Stade 8 Mai 1945, Setif     |
| 21:30 (UTC+1) | Ziaya 16' | Relatório | Jabason 22' | Árbitro: RSA Daniel Bennett |

| 7 de agosto   | MC El-Eulma | 0 – 1     | USM Alger  | Stade Messaoud Zougar, El Eulma |
| 21:15 (UTC+1) |             | Relatório | Meftah 49' | Árbitro: GAB Eric Otogo-Castane |

| 9 de agosto   | Al-Merrikh                     | 2 – 0     | ES Sétif | Estádio Al-Merrikh, Ondurmã |
| 22:00 (UTC+3) | Yousif 41' (pen) · Okrah 90+2' | Relatório |          | Árbitro: GHA Joseph Lamptey |

| 21 de agosto  | USM Alger                                 | 3 – 0     | ES Sétif | Stade Omar Hamadi, Argel     |
| 20:30 (UTC+1) | Belaïli 34' · Beldjilali 37' · Aoudia 74' | Relatório |          | Árbitro: SEN Malang Diedhiou |

| 22 de agosto  | MC El-Eulma           | 2 – 3     | Al-Merrikh                              | Stade Messaoud Zougar, El Eulma |
| 20:30 (UTC+1) | Kadri 14' · Abbès 26' | Relatório | Yousif 67' · Al-Madina 71', 90+1' (pen) | Árbitro: CMR Néant Alioum       |

| 11 de setembro | Al-Merrikh | 1 – 0     | USM Alger | Estádio Al-Merrikh, Ondurmã |
| 20:30 (UTC+3)  | Lebri 14'  | Relatório |           | Árbitro: EGY Gehad Grisha   |

| 11 de setembro | ES Sétif                     | 2 – 2     | MC El-Eulma             | Stade 8 Mai 1945, Setif   |
| 20:30 (UTC+1)  | Belkhiter 61' · Dagoulou 78' | Relatório | Korichi 11' · Abbès 89' | Árbitro: BOT Joshua Bondo |